# Sideritis ferrensis
Sideritis ferrensis là một loài thực vật có hoa trong họ Hoa môi. Loài này được P.Pérez & Négrin miêu tả khoa học đầu tiên năm 1992.